# LTD (guitare)
Pour les articles homonymes, voir LTD.

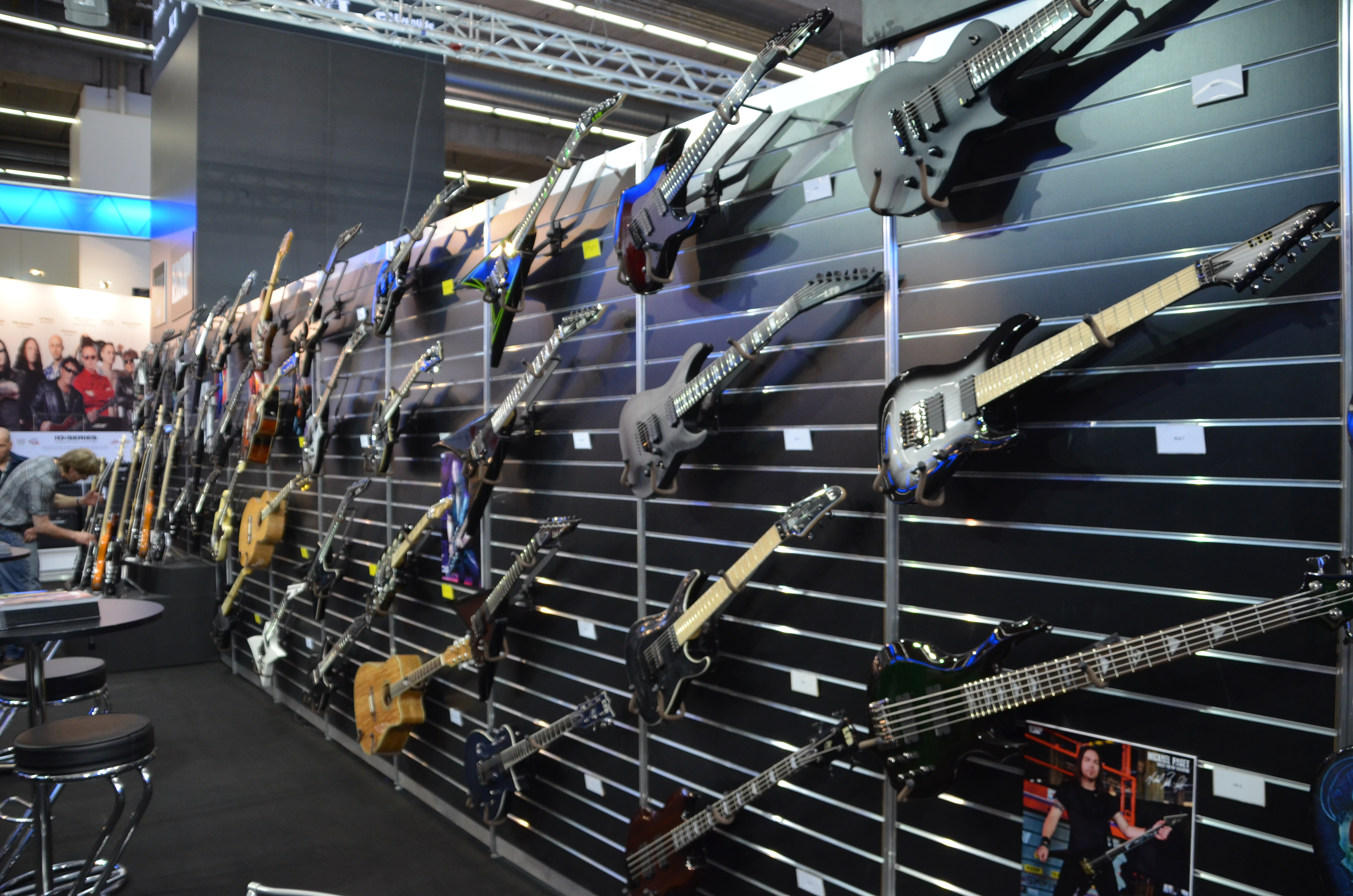
Guitares et basses LTD au Musikmesse de Francfort en 2013.

LTD est une gamme de guitares du fabricant japonais ESP Guitars, qui reprend ses modèles classiques en les rendant plus abordables. En général, les guitares de cette gamme sont construites avec des matériaux moins chers que ceux de la gamme ESP.
Cependant, les LTD les plus onéreuses sont souvent construites avec des bois précieux comme la touche en ébène ou encore montées avec des micros EMGs.